# オクティヴィア・E・バトラー・ランディング

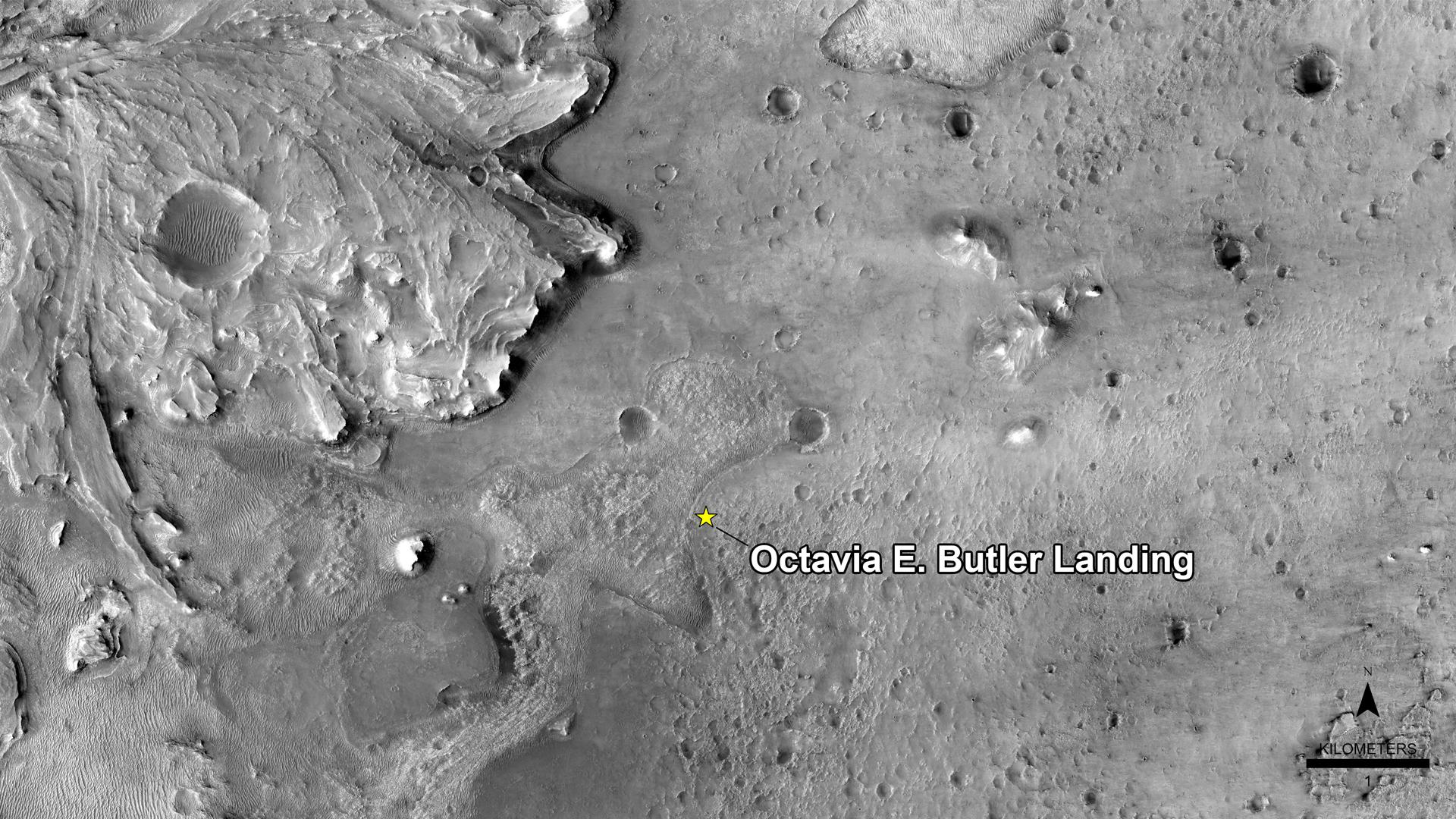
火星のパーサヴィアランスローバーは、ジェゼロクレーターのオクティヴィア・E・バトラー着陸地点に着陸した

オクティヴィア・E・バトラー・ランディング（英語: Octavia E. Butler Landing）は、2021年2月18日、火星のジェゼロクレーター内のマーズ2020のキュリオシティローバーの着陸地点。2021年3月5日、NASA は、2006年2月24日に亡くなったアメリカで有名なSF作家オクティヴィア・E・バトラーの名前をサイトに付けた。火星の着陸地点の座標は、北緯18度26分 東経77度27分 / 北緯18.44度 東経77.45度座標: 北緯18度26分 東経77度27分 / 北緯18.44度 東経77.45度。

## 解説

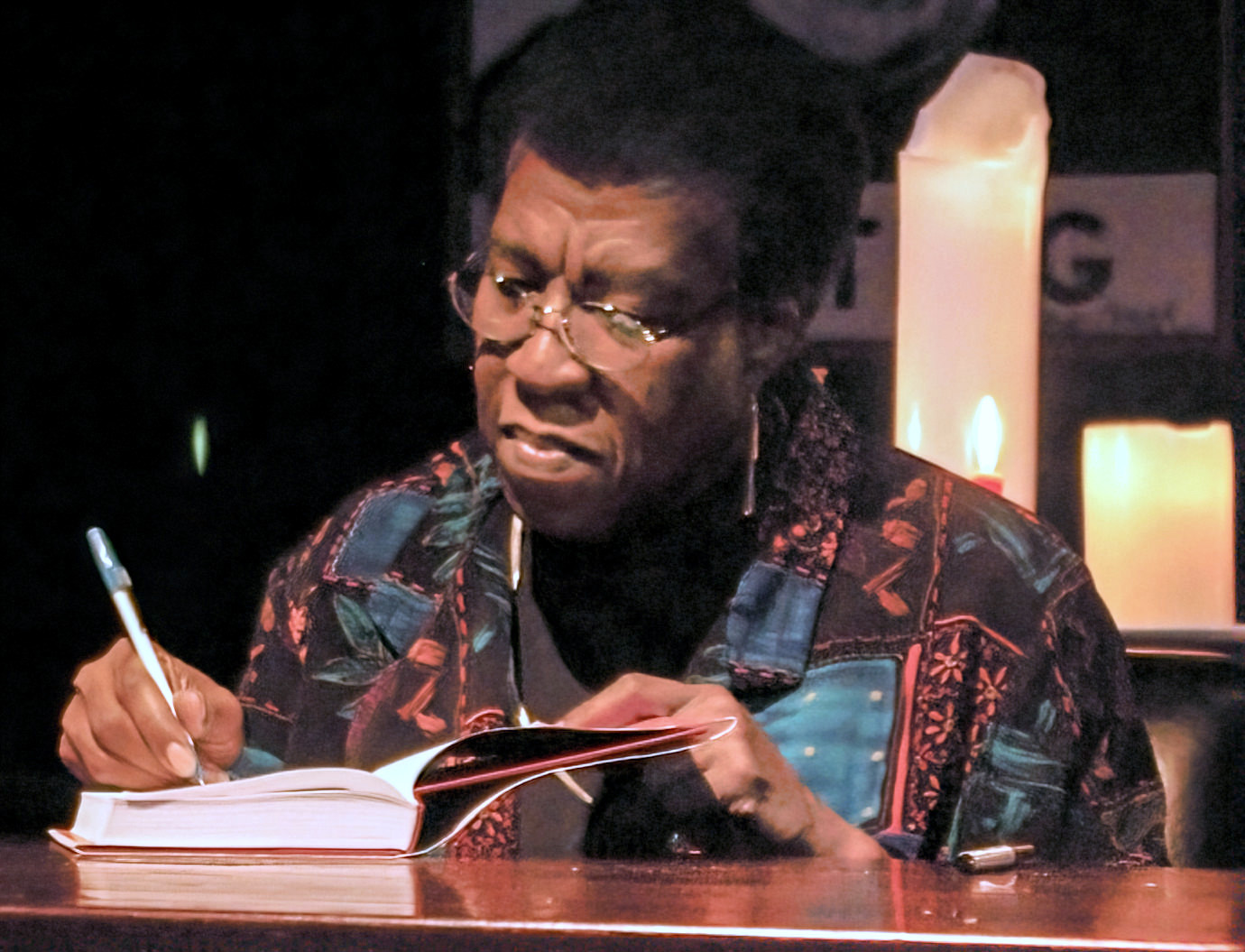
本に署名する作家のオクティヴィア・E・バトラー（2005年）

ジェゼロクレーターは、マーズ2020ミッションの一環として、パーサヴィアランスローバーとインジェニュイティヘリコプターの2021年の着陸地点として選ばれた。かつて水が氾濫したと考えられていたクレーターには、粘土が豊富なファンデルタ堆積物が含まれている。クレーターの湖は、火星に谷のネットワークが形成されていたときに存在していた。デルタがあることに加えて、火口はポイントバーと反転したチャネルを示している。デルタと水路の研究から、火口内の湖はおそらく継続的な表面流出があった期間中に形成されたと結論付けられた。湖は長命だったと信じられているので、クレーターで生命が発達したのかも知れません。デルタが形成されるまでに100万年から1000万年の期間が必要だった可能性がある。

## オクティヴィア・E・バトラー
オクティヴィア・E・バトラー （1947年6月22日– 2006年2月24日）は、1976年から1998年の間に数多くの小説シリーズを出版したアフリカ系アメリカ人のSF作家。ヒューゴー賞とネビュラ賞の両方を複数回受賞した彼女は、1995年にマッカーサーフェローシップを受賞した最初のSF作家になった。
バトラーは、独立した小説、短編小説、エッセイとスピーチを発表した。彼女は、パーサヴィアランスローバープロジェクトを管理するNASAのジェット推進研究所のあるカリフォルニア州パサデナで生まれ育っている。

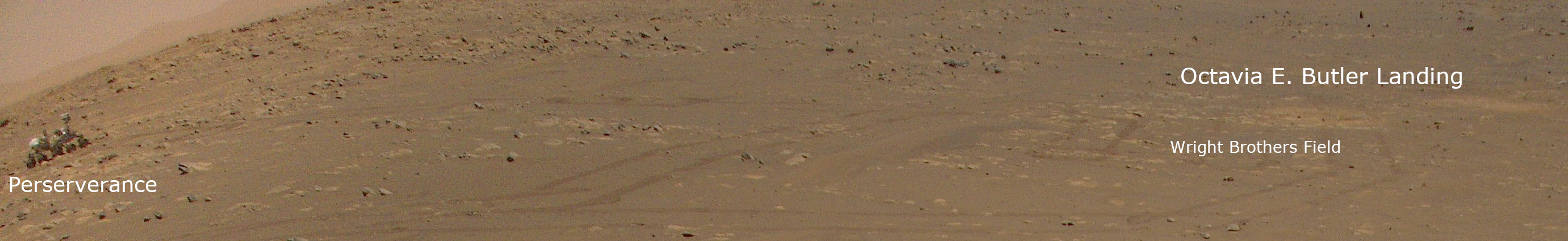
インジェニュイティヘリコプターは、空中5.0mから約85m離れたパーサヴィアランスローバー（左）を表示する。（2021年4月25日）